# Cilleros el Hondo
Cilleros el Hondo es una localidad española del municipio de Mozárbez, perteneciente a la provincia de Salamanca, en la comunidad autónoma de Castilla y León.

## Toponimia
El nombre de la localidad puede encontrarse escrito con las grafías Cilleros el Hondo y Cilleros del Hondo.

## Historia
Hacia mediados del siglo XIX, el lugar, por entonces con ayuntamiento propio, tenía contabilizada una población de 101 habitantes. Estaban agregados a su término San Cristóbal de Monte Agudo, Santo Tomé de Rozados y Turra. Aparece descrito en el sexto volumen del Diccionario geográfico-estadístico-histórico de España y sus posesiones de Ultramar de Pascual Madoz con las siguientes palabras:

CILLEROS EL (ó del) HONDO: l. con ayunt. al que estan agregados San Cristovalejo de Monteagudo, Sto. Tomé de Rozados y Turra en la prov., part. jud. y dióc. de Salamanca (2 1/2 leg.), aud. terr. y c. g. de Valladolid. Está sit. como lo manifiesta su nombre en una hondonada con esposicion al E. y S., defendiéndole de los vientos O. y N. unas alturas que le dominan. El clima es bastante sano. Las casas ascienden á 36 formando cuerpo de pobl., entre las que se cuenta la del ayunt. que sirve de local para la escuela, á la que concurren 12 niños bajo el cuidado de un maestro sin título que percibe 500 rs. anuales de dotacion; tiene una igl. parr. con cura propio (San Miguel), dependiente del beneficio de Sto. Tomé de Rozados y Terrubias, por anejo (1 leg.) El térm. confina al N. con el de la Barga; al E. con el de Aldeanuevita y Ariscos; S. con el desp. de Redelgar y San Cristobal de Monte Agudo, y O. con el de Sto. Tomé de Rozados; en él se encuentra un monte que se halla sl S. bastante poblado y ocupa unas 136 huebras de tierra; tambien una pequeña alameda con 60 álamos negrillos y por último dos fuentes de escelente agua. El terreno lo componen mas de 200 huebras de tierra de calidad mediana é inferior, y prod. trigo, centeno, y algarrobas. pobl.: 23 vec., 101 alm.: cap. terr. prod.: 68,850, imp. 3,442: valor de los puestos públicos. 585. paga de contribucion 3,000 rs. próximamente, incluyendo en esta cantidad la de consumos.
(Madoz, 1847, p. 404)

El municipio de Cilleros el Hondo desapareció en 1974, al incorporarse al de Mozárbez. En 2023, la entidad singular de población de Cilleros el Hondo tenía empadronados 8 habitantes, todos ellos en el núcleo de población de ese nombre.